# Narkotiki
Narkotiki (сокращённо NRKTK) — российский музыкальный коллектив, образованный в Москве в 2007 году. По определению журнала Rolling Stone Russia, группа играет в жанре «на стыке синти-попа и абстрактного хип-хопа».

## История
Основатели коллектива Андрей Касай (родом из Комсомольска-на-Амуре) и Евгений Горбунов приехали из Хабаровска в Москву и сделали несколько демозаписей, которые выложили в интернет в декабре 2007 года. Эти записи принесли им известность в блогосфере, и группа начала давать концерты.
10 апреля 2009 года Narkotiki выложили для бесплатного скачивания свой дебютный альбом «Планета Любовь», который позже был выпущен на физических носителях лейблом «Усики Production». В конце месяца группа возглавила рейтинг «Перспективных исполнителей» на Last.fm с ростом популярности на 448 % за неделю. Русское издание журнала Rolling Stone поставило пластинке 3,5 балла из пяти и сравнило с ранним творчеством «Кирпичей»: «…Песни „Наркотиков“ так же источают неподдельный заряд драйва и свежести, а остроумные тексты уже разошлись на цитаты». В годовых рейтингах «Планета Любовь» оказалась на девятом месте в списке лучших отечественных альбомов журнала Fuzz и на втором — среди лучших альбомов года по версии «Афиши». Кроме того, видеоклип на песню «Иосиф Кобзон» номинировался на премию «Степной волк»; ещё три номинации группа получила на Rock Alternative Music Prize. Летом того же года NRKTK участвует в фестивалях Stereoleto и «Пикник „Афиши“», а осенью выпускает мини-альбом «Black EP».
В следующем году группа во второй раз номинируется на премию «Степной волк» в двух категориях: «Песня» («Жалкие людишки») и «Дизайн» («Планета Любовь») — и снова принимает участие в «Пикнике „Афиши“», а также выступает на рязанском фестивале «Два солнца».
28 марта 2012 года NRKTK представили второй альбом «Разочарование года» на сайте журнала «Афиша». Через год музыканты объявили, что коллектив прекращает существование. 24 апреля 2013 года в Москве состоялся их последний концерт.

## Состав
- Андрей Касай — вокал, бас-гитара, семплеры.
- Евгений Горбунов — гитара, вокал.
- Сергей Ледовский — ударные.

Бывшие участники
- Роман Кутнов — программирование.

## Дискография

### Альбомы
- Планета Любовь (2009)
- Разочарование года (2012)

### Синглы и EP
- 2009 — Black EP
- 2010 — Single #1 (Молись, Андрей / Буллетпруф)
- 2011 — Single #2 (Дегенерат / Не говори со мной)

### Сотрудничество
- 2011 — «Кирпичи» на треке «Конь-людоед» из альбома «Новые Кирпы Моо Фок»[16].
- 2011 — Кавер на песню «Карнавала.нет» группы «Мумий Тролль» для трибьют-альбома «Делай меня точно. Трибьют Группе „Мумий Тролль“. Версии молодых русских музыкантов».